# Florian Vetsch
Pas d'image ? Cliquez ici
Florian Vetsch, né le 9 juin 1941 à Genève, en Suisse, est un pilote automobile et politicien suisse.

## Biographie
Originaire de Grabs, dans le canton de Saint-Gall, Florian Vetsch effectue un apprentissage de mécanicien automobile dans les années 1950. En 1964, à l’âge de 24 ans, il entame sa carrière de patron en ouvrant un garage au Grand-Saconnex. Une dizaine d’années plus tard, il fait construire son propre établissement à Bellevue, qu’il continue de diriger.

### Carrière de pilote
Florian Vetsch acquiert ses premières expériences de pilote en rallye et en course de côte. En 1971, au volant d’une Porsche 911 2.2 S, il devient champion suisse de rallye, un titre qui exige de figurer parmi les premiers sur seize épreuves mêlant slaloms, courses de côte et circuits.
Il dispute sa première course internationale en 1970 lors du Tour de France automobile, où il termine onzième au classement général,.
En 1972, il fait ses débuts dans le Championnat du monde des voitures de sport ainsi qu’aux 24 Heures du Mans, épreuve à laquelle il participe à sept reprises. Sa meilleure performance remonte à 1973, lorsqu’il décroche la 16e place au général, en duo avec Jean Selz sur une Porsche 911 Carrera RSR.
Depuis de nombreuses années, il se consacre à l’assistance mécanique et à l’organisation de courses emblématiques telles que les Mille Miglia, le Rallye des Alpes, le Tour du Léman ou encore le Grand Prix de Divonne. Instructeur auprès des nouveaux licenciés de l’Automobile Club Suisse depuis plus de trente ans, il siège également en tant que vice-président de l’Union Professionnelle Suisse de l’Automobile, section Genève.

#### Tableau de ses courses[2]
| Date              | Course                                                                   | Écurie                     | Véhicule                | Coéquipiers                      | Placement | Temps     | Raison de l'échec            |
| ----------------- | ------------------------------------------------------------------------ | -------------------------- | ----------------------- | -------------------------------- | --------- | --------- | ---------------------------- |
| 27 septembre 1970 | 15e tour de France d'automobile                                          | Ø                          | Porsche 911S            | Ø                                | 11e rang  | ?         | Ø                            |
| 3 avril 1972      | European GT 300Kms Nürburgring                                           | Schiller Racing Team       | Porsche 911S            | Ø                                | 7e rang   | 2h31m51.0 | Ø                            |
| 16 avril 1972     | European GT Paris                                                        | Schiller Racing Team       | Porsche 911S            | Ø                                | 6e rang   | ?         | Ø                            |
| 19 avril 1972     | 4 heures du Mans                                                         | Ø                          | Porsche 911S            | Jean Selz                        | 7e rang   | ?         | Ø                            |
| 21 mai 1972       | 66e Albo d'oro della Targa Florio                                        | Schiller Racing Team       | Porsche 911S            | Jean Selz                        | Ø         | Ø         | problème mécanique           |
| 10 juin 1972      | 40e 24 heures du Mans                                                    | Scuderia Filipinetti       | Ferrari 365 GTB/4       | Bernard Chenevière Gérard Pillon | Ø         | Ø         | Accident de Jo Bonnier       |
| 9 juillet 1972    | 19e 1 000 km du Nürburgring                                              | Mazda Swiss Racing         | Mazda RX-3              | Peter Mattli                     | Ø         | Ø         | ?                            |
| 22 juillet 1972   | Championnat d'Europe FIA des voitures de tourisme : 25e 24 Heures de Spa | Mazda Swiss Racing         | Mazda Savanna RX-3      | Peter Mattli                     | 7e rang   | ?         | Ø                            |
| 29 juillet 1972   | European GT Nürburgring                                                  | Schiller Racing Team       | Porsche 911S            | Ø                                | Ø         | Ø         | Problème de moteur           |
| 6 août 1972       | DRM Schauinsland Div.1                                                   | Schiller Racing Team       | Porsche 911S            | Ø                                | 7e rang   | 12m08.310 | Ø                            |
| 1 avril 1973      | 2e 4 heures du Mans                                                      | Ø                          | Porsche 911S            | Jean Selz                        | 10e rang  | ?         | Ø                            |
| 6 juin 1973       | 41e 24 heures du Mans                                                    | Schiller Racing Team       | Porsche 911 Carrera RSR | Jean Selz                        | 16e rang  | ?         | Ø                            |
| 14 juin 1975      | 43e 24 heures du Mans                                                    | Ø                          | Porsche 911 Carrera RSR | Guy Verrier Jean-Robert Corthay  | Ø         | Ø         | Problème du joint de culasse |
| 12 juin 1976      | 44e 24 heures du Mans                                                    | Schiller Racing Team       | Porsche 934             | Claude Haldi                     | Ø         | Ø         | Problème de soupape          |
| 4 septembre 1976  | 1er 6 heures de Dijon                                                    | Schiller Racing Team       | Porsche 934/5           | Bernard Cheneviére               | 13e rang  | ?         | Ø                            |
| 11 juin 1977      | 45e 24 heures du Mans                                                    | Schiller Racing Team       | Porsche 934             | Claude Haldi Angelo Pallavicini  | Ø         | Ø         | Problème de moteur           |
| 10 juin 1978      | 46e 24 heures du Mans                                                    | North American Racing Team | Ferrari 365 GT4/BB      | François Migault Lucien Guitteny | 16e rang  | ?         | Ø                            |
| 9 juin 1979       | 47e 24 heures du Mans                                                    | Racing Organisation Course | Chevron B36             | Marc Sourd Robert Carmillet      | Ø         | Ø         | Accident                     |
| 16 juin 1980      | 48e 24 heures du Mans                                                    | Racing Organisation Course | Lola T298               | Christian Debias Michel Dubois   | 18e rang  | ?         | Ø                            |

##### Accident de Jo Bonnier
Lors de sa première participation aux 24 Heures du Mans en 1972, Florian Vetsch se retrouve impliqué dans l’accident tragique qui coûte la vie à Jo Bonnier. Le dimanche 11 juin, vers 8 heures, la Lola T280 de Bonnier entre en collision avec la Ferrari 365 GTB/4 de Vetsch lors d’un freinage dans le virage d’Indianapolis. Sous la violence de l’impact, la Lola s’envole, traverse la lisière de la forêt voisine et explose. Éjecté de son véhicule, Jo Bonnier meurt sur le coup. Vetsch, quant à lui, sort indemne de l’accident.

### Carrière politique
Sur le plan communal, Florian Vetsch s’engage au sein du Parti radical. Il siège comme conseiller municipal à Pregny-Chambésy de 1976 à 1999, avant d’y exercer la fonction de conseiller administratif de 1999 à 2003. Il occupe par ailleurs le poste de maire de la commune entre 2001 et 2002.
À l’échelle cantonale, il est élu député au Grand Conseil de la République et canton de Genève, mandat qu’il assume du 9 novembre 1989 à novembre 1993.